# Брушит
Брушит (рос. брушит; англ. brushite; нім. Bruschit) — кислий водний фосфат кальцію шаруватої будови.

## Загальний опис
Хімічна формула: CaH[PO4]·2H2O. Склад у %: СаО — 32,58; Р2О5 — 41,25; Н2О — 26,17.
Сингонія моноклінна. Зустрічається у вигляді призматичних табличкоподібних кристалів та конкрецій.
Спайність досконала.
Густина 2,25-2,33.
Твердість 2.
Колір жовтувато-білий.
Зустрічається в гуано на о-вах Авес і Сомбре (Малі Антильські острови).
Мінерал названо за ім'ям американського мінералога Ґеорга Ярвіса Бруша (George Jarvis Brush) (1831—1912).